# Известковый (Кемеровская область)
Известко́вый — посёлок в Кемеровском районе Кемеровской области. Входит в состав Щегловского сельского поселения.

## История
В соответствии с Законом Кемеровской области № 104-ОЗ 17 декабря 2004 года посёлок вошёл в состав образованного Щегловского сельского поселения.

## География
Находится на реке Томь.
Центральная часть населённого пункта расположена на высоте 116 метров над уровнем моря.

## История
В 1975 г. Указом Президиума ВС РСФСР поселок известкового завода
переименован в Известковый.

## Население
| 2010 |
| ---- |
| 30   |

## Инфраструктура
Действовал известковый завод.

## Транспорт
Проходит по северной окраине посёлка автомобильная трасса.